# 전성군 (1488년)
전성군(全城君) 이대(李薱, 1488년 7월 21일 ∼ 1543년 10월 29일)는 조선시대 중기의 왕족으로 본관은 전주, 자(字)는 성중(盛仲)이다. 효령대군 이보의 고손으로 아버지는 여양군(呂陽君), 조부는 율원군(栗元君), 증조부는 보성군(寶城君). 인순왕후 심씨, 심의겸, 심충겸 등의 외할아버지가 된다. 다른 이름은 이대(李對)이다.
생전 관직은 함열현감(咸悅縣監), 용강 현령(龍岡縣令), 평양진관 병마첨절제 도위, 돈녕부주부 등이었지만 후손들의 거듭된 출세로 증 호조참판에 증직되었다가 다시 증 호조판서와 증 이조판서를 거쳐 증 의정부영의정에 추증되는 등 거듭 증직이 추증되었다. 대한민국 초기의 정치인 만송 이기붕은 그의 13대손이다.

## 생애
1488년(성종 19) 7월 21일 사후 여양군에 추증된 여양정 이자겸(呂陽正 李子謙)과 훈도(訓導) 김기(金耆)의 딸 광산김씨의 아들로 태어났다. 효령대군 보의 차남 보성군 이합의 증손으로, 할아버지는 율원군 이종(栗元君 李終)이다. 그의 생일은 오랫동안 실전되었다가 정사룡(鄭士龍)이 쓴 그의 묘비문에 그의 생일이 7월 21일이라고 언급되면서 알려졌다. 조부 율원군은 적개공신이었다.
약관의 나이에 독서를 하였으며 참례도찰방(參禮道察訪)에 제수되어 관직에 나갔다가 광산김씨 혹은 대흥현부인 영광신씨으 건의로 내직으로 돌아오게 되었다 한다. 이후 활인서별좌(活人署別坐)를 거쳐 사재직장(司宰直長)에 올랐다가 이무망좌(以無妄坐)를 이유로 파직되었다. 수개월이 지나 복직하여 의영고직장(義盈庫直長), 군자주부(軍資主簿), 사헌부감찰(司憲府監察) 등을 역임했다.
1527년(중종 22) 7월 함열현감(咸悅縣監)에 임명되었다가 얼마 뒤 면직되었다. 이후 좌익찬(左翊贊), 사복시주부, 겸한성부참군(兼漢城府參軍), 장예사평(掌隷司評), 종부시주부를 거쳐 다시 사헌부감찰이 되었다가 용강 현령(龍岡縣令), 평양진관 병마첨절제 도위, 돈녕부 주부(敦寧府主簿) 등을 역임하였다. 1541년(중종 36) 부정(副正) 이공장(李公檣)의 천거를 받았다가 사헌부로부터 성품이 본래 침착하지 못하고 소행도 탐욕스럽고 간특하다는 평을 듣기도 했다. 내자시정(內資寺正)을 지낸 정종보(鄭宗輔)의 딸 동래정씨와의 사이에서 8남 1녀를 두었는데, 일곱째 아들이 권신 이량이고, 고명딸은 청송 심씨 의정부영의정심연원의 아들이자 좌의정 심통원의 조카 심강에게 출가했다.
1542년(중종 37) 자신의 외손녀딸 인순왕후가 삼간택을 거쳐서 중종의 명으로 경원대군의 부인으로 간택되는 것을 생전에 보았다. 경원대군은 그가 처가의 가장(家長)이라는 이유로 건의하여 그는 곧 돈녕부주부에 제수되었다. 그는 곧 병이 들었고 중종은 특별히 내의원을 보내서 입진하게 했으나 효험이 없었다. 1543년(중종 38) 10월 29일에 사망했다.

### 사후
사후 여섯째 아들 이량의 영귀로 증 가선대부 호조참판에 증직되었다가 다시 증 자헌대부 호조판서에 추증되고 다시 증 이조판서에 증직되었다가 다른 후손들의 출세로 증 대광보국 숭록대부 의정부영의정에 추증되었다. 전성군(全城君)에 추봉되었다. 후일 대한민국의 초기 정치인인 이기붕은 그의 아들 이량의 직계 후손이었다.
묘소는 경기도 고양군 원당면 왕릉골(현, 경기도 고양시 원당동 왕릉골 부락) 좌산 경좌에 부인 동래정씨와 합장되어 있으며, 아버지 여양군, 조부 율원군의 묘소 아래에 있다.

## 가족 관계
- 고조부 : 효령대군(孝寧大君)
- 증조부 : 보성군 이합(寶城君 李峇, 1416년 - 1499년)
- 조부 : 율원군 이종(栗元君 李終, 1432년 - 1476년)
- 조모 : 무안현부인 동래 정씨(務安縣夫人 東萊鄭氏)
- 아버지 : 여양군 이자겸(呂陽君 李子謙, ? ~ ?년 1월 16일)
- 어머니 : 신인(慎人) 증 대흥현부인 영광 신씨(贈 大興縣夫人 靈光 辛氏) - 상장(上將) 신윤조(辛胤祖)의 딸
- 어머니(생모) : 광산 김씨 - 훈도 김기(金耆)의 딸이자 정종의 7녀 인천옹주의 손녀
- 부인 : 동래 정씨(? ~ 1557년 1월 9일), 내자시정 정종보(鄭宗輔)의 딸
  - 장남 : 이즙(李楫, 전주부윤, 1503년 ~ ?년 2월 10일)
  - 차남 : 이백(李栢, 1504년 ~ ?)
  - 아들 : 이건(李楗, 이조참판, 1505년 ~ ?)
  - 3남 : 이력(李木+樂, 1507년 ~ ?)
  - 4남 : 이노(李櫓, 수안군수, 1509년 ~ 1566년)
  - 5남 : 이박(李樸, 공조참의, 1515년 ~ 1563년 9월 7일)
  - 6남 : 이량(1519년 11월17일 ~ 1582년 3월 8일 )
  - 며느리 : 함안 윤씨 - 첨정 윤지청(尹之淸)의 딸
  - 며느리 : 파평 윤씨 - 충의위 윤지양(尹之讓)의 딸, 이량의 후처
  - 장녀 : 완산부부인 이희경(完山府夫人 李希慶, 1512년 ~ 1559년)
  - 사위 : 청릉부원군 심강(靑陵府院君 沈鋼, 1517년 ~ 1567년)
    - 외손녀 : 인순왕후 심씨, 명종비
    - 외손자 : 심인겸(沈仁謙, 1533년 6월 ~ 1580년 11월 17일)
    - 외손자 : 심의겸(沈義謙, 1535년 ~ 1587년)
    - 외손자 : 심예겸(沈禮謙, 1537년 ~ 1578년)
    - 외손자 : 심지겸(沈智謙, 1540년 ~ 1568년)
    - 외손자 : 심신겸(沈信謙, 1542년 ~ 1596년)
    - 외손자 : 심충겸(沈忠謙, 1545년 ∼ 1594년)
    - 외손녀 : 심술정(沈戌貞, 1538년 ~ ?)
    - 외손자 : 심효겸(沈孝謙, 1547년 9월 20일 ~ 1600년 9월 24일)
    - 외손자 : 심제겸(沈悌謙, 1550년 ~ 1589년)
- 첩 : 이름 미상
  - 서자 : 이오(李梧, 통훈대부)
  - 서자 : 1명 이름 미상
  - 서녀 : 2명
- 사돈 : 심연원
- 사돈 : 심통원
- 장인 : 정종보(鄭宗輔)

## 같이 보기
| - 인순왕후 - 순회세자 - 심강 - 이량 - 심의겸 - 효령대군 - 심연원 - 심통원 - 명종 - 윤원형 - 윤원로 - 윤원량 - 윤지임 | - 보성군 - 중종 - 윤임 - 임사홍 - 이건 - 이정빈 - 이회정 - 이기붕 - 중종 |